# MRPL47
MRPL47 (англ. Mitochondrial ribosomal protein L47) – білок, який кодується однойменним геном, розташованим у людей на 3-й хромосомі. Довжина поліпептидного ланцюга білка становить 250 амінокислот, а молекулярна маса — 29 450.
| 10         |  | 20         |  | 30         |  | 40         |  | 50         |
| ---------- |  | ---------- |  | ---------- |  | ---------- |  | ---------- |
| MAAAGLALLC |  | RRVSSALKSS |  | RSLITPQVPA |  | CTGFFLSLLP |  | KSTPNVTSFH |
| QYRLLHTTLS |  | RKGLEEFFDD |  | PKNWGQEKVK |  | SGAAWTCQQL |  | RNKSNEDLHK |
| LWYVLLKERN |  | MLLTLEQEAK |  | RQRLPMPSPE |  | RLDKVVDSMD |  | ALDKVVQERE |
| DALRLLQTGQ |  | ERARPGAWRR |  | DIFGRIIWHK |  | FKQWVIPWHL |  | NKRYNRKRFF |
| ALPYVDHFLR |  | LEREKRARIK |  | ARKENLERKK |  | AKILLKKFPH |  | LAEAQKSSLV |
|            |  |            |  |            |  |            |  |            |

A: Аланін

C: Цистеїн

D: Аспарагінова кислота

E: Глутамінова кислота

F: Фенілаланін

G: Гліцин

H: Гістидин

I: Ізолейцин

K: Лізин

L: Лейцин

M: Метіонін

N: Аспарагін

P: Пролін

Q: Глутамін

R: Аргінін

S: Серин

T: Треонін

V: Валін

W: Триптофан

Кодований геном білок за функціями належить до рибонуклеопротеїнів, рибосомних білків. 
Задіяний у таких біологічних процесах, як ацетилювання, альтернативний сплайсинг. 
Локалізований у мітохондрії.